# UMMA Community Clinic
University Muslim Medical Association (UMMA) Community Clinic est le premier hôpital américain à avoir été créé par des médecins musulmans dans le but d'apporter des soins aux plus démunis. Il se situe à Los Angeles, dans le quartier de South L.A.
Le slogan "Healthcare for all, inspired by Islam" ("La santé pour tous, selon les principes islamiques") fait référence à la nécessité d'apporter une aide médicale pour toute personne souffrante comme le précise l'Islam. L'organisation se base sur le principe selon lequel la santé est un droit et non pas un privilège restreint à une partie de la population. En 2017, près de 6500 personnes par an non-assurées viennent consulter chaque année la UMMA Clinic.

## Historique du projet
C'est en 1991 qu'un groupe d'étudiants américains de confession musulmane, issus principalement de l'UCLA et de l'Université Charles Drew ont l'idée de fonder une structure de soins pour permettre de venir en aide aux malades nécessiteux. En effet, le système de santé américain ne permet pas à toute personne de pouvoir se soigner de manière adéquate, ces étudiants se sont basés sur la théorie que « les soins sont un droit pour tous, et non un privilège ».
Les étudiants ainsi que des jeunes médecins ont pu obtenir une subvention de 1.3 million de dollars afin de concrétiser le projet, ainsi que le dons de certains appareillages médicaux par des structures sanitaires de la région. Le local de la clinique était anciennement une structure délabrée qui a été complétement refaite pour l'occasion, se situant sur la Florence Avenue.
La UMMA Clinic a finalement ouvert ses portes en septembre 1996, les étudiants en médecine étant tous devenus médecins ou médecins-chercheurs à ce moment-là.
Depuis, plusieurs cliniques de ce type (médicales) se sont ouvertes aux États-Unis,, ainsi que des cliniques de chirurgie dentaire.

## Localisation
Cette clinique se trouve dans la Florence Avenue, située dans le quartier de South L.A, anciennement "South Central", un des quartiers les plus pauvres de la ville de Los Angeles. C'est notamment le quartier où ont débuté les émeutes de 1992 à Los Angeles.

## Fonctionnement de la clinique
Les structures n'ont cessé de se développer depuis l'ouverture de la clinique, qui emploie 18 personnes salariées à temps plein, avec l'aide de plusieurs autres bénévoles et volontaires. La clinique est essentiellement composée de médecins de confession musulmane, mais pas uniquement : conformément aux principes de l'Islam de respect et de tolérance à l'égard des autres croyances des employés non-musulmans y travaillent également. Du côté des patients, la clinique rapporte que 95 % des malades venant consulter sont non-musulmans
Les mots d'ordre de la clinique sont : "service, compassion, dignité humaine, éthique, justice sociale".
170 patients sont traités en moyenne chaque semaine par la clinique, qui possède divers services> :
- Vaccinations
- Pédiatrie
- Médecine Interne
- Gynécologie médicale et Mammographie
- Diagnostic pré-natal
- Planning familial
- Médecine de l'adolescent
- Dépistage du SIDA et laboratoires de biologie médicale
- Dermatologie
- Ophtalmologie
- Education à la santé.

Les honoraires sont proportionnels aux revenus des patients. La clinique fonctionne essentiellement grâce à des dons.